# Ликтор
Ликтор (лат. lictor) — особый вид госслужащих; упоминаются в истории со времени правления в Риме этрусских царей (VII век до н. э.).
Ликторы исполняли приговоры магистратов, в мирное и военное время, которые могли приговорить гражданина Рима к телесному наказанию или к смертной казни. Для телесных наказаний они имели фасции (пучок розг), а для обезглавливания осужденных граждан искони служила ликторская секира. К преступлениям, наказываемым обезглавлением, принадлежали: посягательство на верховную власть (crimen maiestatis), децимация и тому подобное.

## История
Первоначально ликторы были исполнителями распоряжений магистратов cum imperio. Впоследствии осуществляли только парадные и охранные функции при них, заключавшиеся в сопровождении высших магистратов и наблюдении, чтобы тем оказывали надлежащие почести. Были вооружены фасциями.
Ликторы назначались, как правило, из числа вольноотпущенников. Число сопровождающих ликторов напрямую зависело от должности сопровождаемого лица:
- весталка имела одного ликтора;
- Сurator aquarum (служащий, следивший за водопроводом) имел двух ликторов, как и служащий, раздававший зерно.
- курульный эдил имел двух ликторов;
- претор имел 6 ликторов (двух в пределах померия);
- проконсул — 11;
- консул — 12 (6 в пределах померия);
- диктатор — 24 (12 в пределах померия, за исключением Суллы и Юлия Цезаря);
- император в I—II веках — 24.

В период ранней республики, до введения закона о provocatio, ликторы приводили в исполнение смертный приговор над римскими гражданами.
Римляне, в частности историк Тит Ливий, приписывают введение ликторов легендарному основателю города Ромулу. Это не значит, что сохранились достоверные сведения о его правлении, этим лишь подчёркивалось, что ликторы столь же освящены древностью, как и сам город.

Воздав должное богам, Ромул (основатель Рима) созвал толпу на собрание и дал ей законы, — ничем, кроме законов, он не мог сплотить её в единый народ. Понимая, что для неотёсанного люда законы его будут святы лишь тогда, когда сам он внешними знаками власти внушит почтенье к себе, Ромул стал и во всём прочем держаться более важно и, главное, завёл двенадцать ликторов. Иные полагают, что число это отвечает числу птиц, возвестивших ему царскую власть, для меня же убедительны суждения тех, кто считает, что и весь этот род прислужников, и само их число происходят от соседей-этрусков, у которых заимствованы и курульное кресло, и окаймленная тога. А у этрусков так повелось оттого, что каждый из двенадцати городов, сообща избиравших царя, давал ему по одному ликтору.
— Liv I, 8, 1—3